# Liste von Seen im Saarland
Die Liste von Seen im Saarland enthält die benannten Seen und andere Stillgewässer im Saarland. Sie ist alphabetisch sortiert.
Die Fließgewässer im Saarland werden in der Liste der Flüsse im Saarland zusammengestellt.

## Liste
| Foto | Name                                            | Gemeinde(n)                      | Landkreis                   | Koordinaten                   | Fläche in ha (100 ha = 1 km²) |
| ---- | ----------------------------------------------- | -------------------------------- | --------------------------- | ----------------------------- | ----------------------------- |
|      | Bostalsee                                       | Nohfelden                        | Landkreis Sankt Wendel      | 49° 34′ 06″ N, 007° 04′ 19″ O | 120                           |
|      | Brückweiher                                     | Jägersburg, Homburg              | Saarpfalz-Kreis             | 49° 21′ 53″ N, 007° 18′ 48″ O | 7,1                           |
|      | Burbacher Waldweiher                            | Burbach, Saarbrücken             | Regionalverband Saarbrücken | 49° 15′ 33″ N, 006° 56′ 47″ O | 7                             |
|      | Dillinger See                                   | Dillingen/Saar                   | Landkreis Saarlouis         | 49° 21′ 14″ N, 006° 42′ 17″ O | 80                            |
|      | Drahtzug Weiher                                 | Saarbrücken                      |                             |                               |                               |
|      | Glashütter Weiher                               | Rohrbach, St. Ingbert            | Saarpfalz-Kreis             | 49° 17′ 50″ N, 007° 10′ 13″ O | 3                             |
|      | Griesweiher                                     | Hassel und Niederwürzbach        | Saarpfalz-Kreis             | 49° 15′ 15″ N, 007° 10′ 28″ O | 1,3                           |
|      | Ihner Weiher                                    | Ihn (Wallerfangen)               | Landkreis Saarlouis         | 49° 19′ 59″ N, 006° 36′ 21″ O | 1,8                           |
|      | Itzenplitzer Weiher                             | Schiffweiler                     | Landkreis Neunkirchen       | 49° 20′ 58″ N, 007° 05′ 38″ O | 4,3                           |
|      | Krämersweiher                                   | Saarbrücken                      | Regionalverband Saarbrücken | 49° 15′ 07″ N, 007° 00′ 26″ O | 1                             |
|      | Losheimer Stausee                               | Losheim am See                   | Landkreis Merzig-Wadern     | 49° 31′ 06″ N, 006° 43′ 58″ O | 31                            |
|      | Nikolausweiher                                  | Sankt Nikolaus                   | Regionalverband Saarbrücken | 49° 10′ 19″ N, 006° 49′ 14″ O | 1,7                           |
|      | Niederwürzbacher Weiher auch: Würzbacher Weiher | Niederwürzbach                   | Saarpfalz-Kreis             | 49° 14′ 43″ N, 007° 11′ 36″ O | 12                            |
|      | Noswendeler See                                 | Noswendel                        | Landkreis Merzig-Wadern     | 49° 31′ 20″ N, 006° 51′ 59″ O | 6,6                           |
|      | Ommersheimer Weiher                             | Ommersheim                       | Saarpfalz-Kreis             | 49° 13′ 11″ N, 007° 10′ 06″ O | 1                             |
|      | Primstalsperre                                  | Nonnweiler, Neuhütten (Hochwald) | Landkreis St. Wendel        | 49° 37′ 26″ N, 006° 59′ 15″ O | 99                            |
|      | Prinzenweiher                                   | Saarbrücken                      | Regionalverband Saarbrücken | 49° 14′ 37″ N, 007° 00′ 47″ O | 1,1                           |
|      | Saufangweiher                                   | Friedrichsthal                   | Regionalverband Saarbrücken | 49° 19′ 32″ N, 007° 04′ 44″ O | 4                             |
|      | Sägeweiher                                      | Niederwürzbach, Blieskastel      | Saarpfalz-Kreis             | 49° 15′ 29″ N, 007° 11′ 09″ O | 1,1                           |
|      | Tabaksweiher                                    | Saarbrücken-Sankt Arnual         | Regionalverband Saarbrücken | 49° 12′ 55″ N, 007° 00′ 18″ O | 2                             |
|      | Wingertsweiher                                  | Ottweiler                        |                             |                               |                               |

## Wasserqualität
Als Badeseen sind im Saarland aufgrund der Wasserqualität nur der Bostalsee und der Losheimer Stausee ausgewiesen.